# Nieuwe Nieuwstraat 22 (Amsterdam)
Nieuwe Nieuwstraat 22 is een gebouw aan de Nieuwe Nieuwstraat in Amsterdam-Centrum.
Die Nieuwe Nieuwstraat is een straatje in Amsterdam die al bekend is op kaarten van 1599. De oorspronkelijke bebouwing is in de loop der eeuwen verdwenen en ook in de 20e eeuw werd er gesloopt en nieuwbouw gepleegd.
In de 21e eeuw is Nieuwe Nieuwstraat 22 een van de kleinste gebouwtjes in het straatje. Het bestaat uit een bedrijfsmatig gebruikte begane grond met daarboven een woonetage. Daarboven bevindt zich een zolder onder een puntdak, die aan de voorgevel een klokgevel heeft naar model derde kwart 18e eeuw. In die gevel bevindt zich nog een enkel raampje en een hijsbalk. 
Door een misverstand stond het gebouw in het monumentenregister jaren te boek als zijnde de Sint-Walburgiskerk, maar Amsterdam heeft voor zover bekend nooit een kerk onder die naam gehad. 

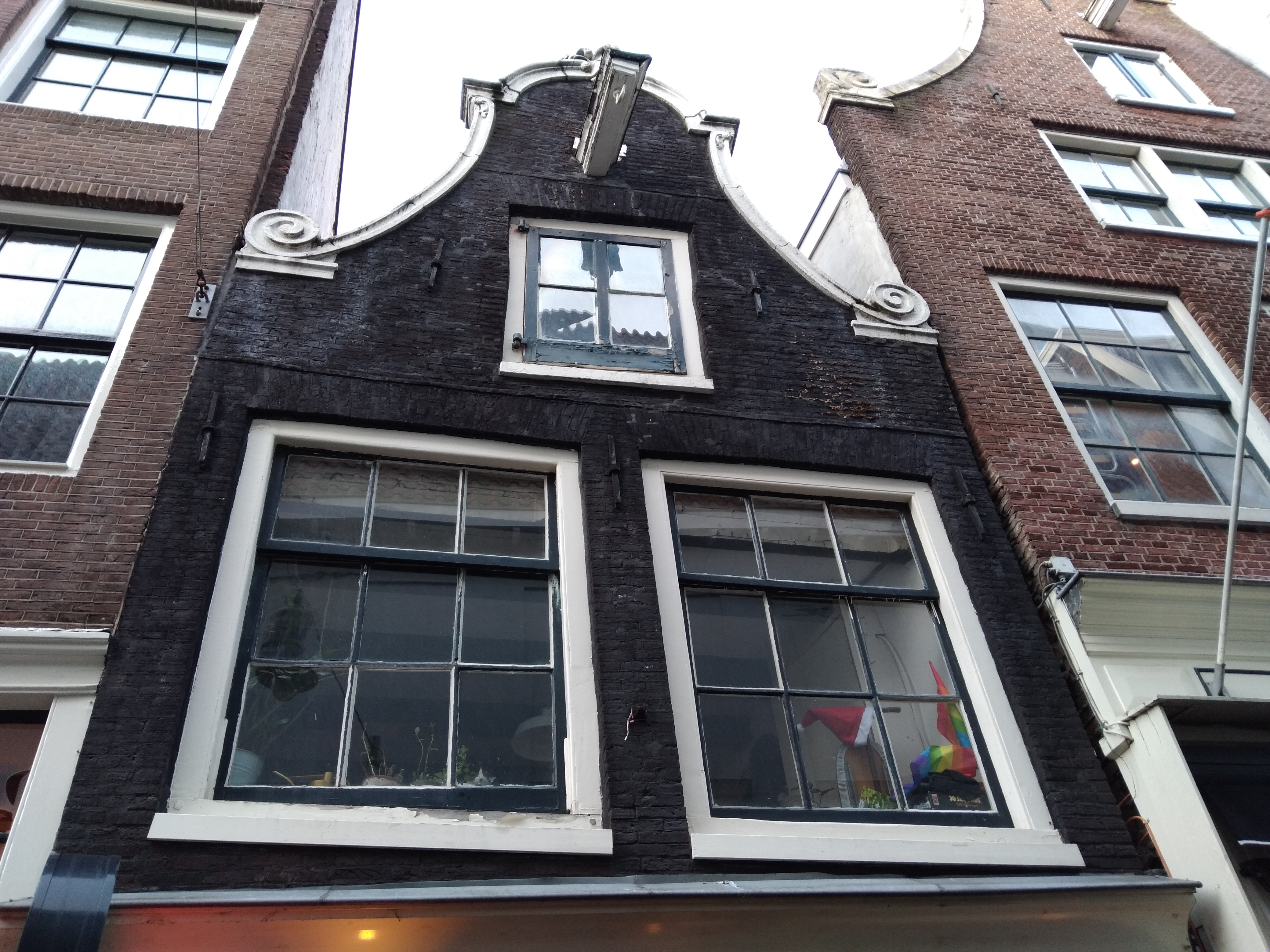
Bedoelde klokgevel (januari 2021)